# 波函数坍缩
波函數坍縮（wave function collapse）指的是某些量子力學體系與外界發生某些作用後波函數發生突變，變為其中一個本徵態或有限個具有相同本徵值的本徵態的線性組合的現象。波函數坍縮可以用來解釋為何在單次測量中被測定的物理量的值是確定的，儘管多次測量中每次測量值可能都不同。
在某一些量子物理理论中，波函数的坍縮是量子系统遵守量子定律的两种方法之一。波函数坍縮的真实性并没有被完全地确定；科学家一直在争论，波函数坍縮是这个世界的自然现象之一，还是仅是屬於某個现象的一部份，比如量子退相干的附属现象。近年来，量子退相干已和波函數坍縮一起成為眾量子物理学家極力研究的理论之一。

## 外部連結
- WaveFunctionCollapse is Constraint Solving in the Wild （页面存档备份，存于）
- The Wavefunction Collapse Algorithm explained very clearly | Robert Heaton （页面存档备份，存于）